# Millrose Games 2012
105. Millrose Games – halowy mityng lekkoatletyczny, który odbył się 11 lutego 2012 w Nowym Jorku. 

## Rezultaty

### Mężczyźni
| Konkurencja               | 1. miejsce         | 1. miejsce | 2. miejsce        | 2. miejsce | 3. miejsce       | 3. miejsce |
| ------------------------- | ------------------ | ---------- | ----------------- | ---------- | ---------------- | ---------- |
| Bieg na 60 m              | Keston Bledman     | 6,62       | Sam Effah         | 6,69       | Reggie Dixon     | 6,70       |
| Bieg na 500 m             | LaShawn Merritt    | 1:01,39    | Jeshua Anderson   | 1:01,86    | Erison Hurtault  | 1:02,27    |
| Bieg na milę              | Matthew Centrowitz | 3:53,92    | Miles Batty       | 3:54,54    | Garrett Heath    | 3:55,24    |
| Bieg na 5000 m            | Bernard Lagat      | 13:07,15   | Lawi Lalang       | 13:08,28   | Stephen Sambu    | 13:13,74   |
| Bieg na 60 m przez płotki | David Oliver       | 7,51       | Terrence Trammell | 7,52       | Aries Merritt    | 7,53       |
| Skok wzwyż                | Jesse Williams     | 2,32       | Keith Moffatt     | 2,26       | Maalik Reynolds  | 2,23       |
| Rzut ciężarkiem           | Paul Wagner        | 20,61      | Jake Basher       | 19,96      | Anastas Papazow  | 18,09      |
| Chód na 1 milę            | Mike Mannozzi      | 6:19,40    | Dan Serianni      | 6:19,42    | Jonathan Hallman | 6:32,94    |

### Kobiety
| Konkurencja               | 1. miejsce          | 1. miejsce | 2. miejsce       | 2. miejsce | 3. miejsce               | 3. miejsce |
| ------------------------- | ------------------- | ---------- | ---------------- | ---------- | ------------------------ | ---------- |
| Bieg na 60 m              | Bianca Knight       | 7,25       | Jessica Young    | 7,26       | Trisha-Ann Hawthorne     | 7,27       |
| Bieg na 400 m             | Sanya Richards-Ross | 50,89      | Natasha Hastings | 51,85      | Fawn Dorr                | 53,33      |
| Bieg na 800 m             | Morgan Uceny        | 2:03,35    | Fantu Magiso     | 2:03,72    | Phoebe Wright            | 2:03,95    |
| Bieg na 1500 m            | Jenny Simpson       | 4:07,27    | Shannon Rowbury  | 4:07,66    | Isabel Macías            | 4:08,80    |
| Bieg na 60 m przez płotki | Kristi Castlin      | 7,91       | Tiffany Porter   | 7,93       | Natasha Ruddock          | 8,06       |
| Skok o tyczce             | Jenn Suhr           | 4,58       | Lacy Janson      | 4,52       | Kelsie Hendry Mary Saxer | 4,40       |
| Skok w dal                | Olga Kuczerenko     | 6,75       | Tori Bowie       | 6,27       | Krysha Bayley            | 6,25       |
| Rzut ciężarkiem           | Amber Campbell      | 23,88      | Gwen Berry       | 22,03      | Kristin Smith            | 21,47      |

## Halowe mistrzostwa USA w chodzie na 1 milę kobiet
Podczas mityngu rozegrano mistrzostwa Stanów Zjednoczonych w chodzie na 1 milę kobiet.
| 1. miejsce     | 1. miejsce | 2. miejsce    | 2. miejsce | 3. miejsce | 3. miejsce |
| -------------- | ---------- | ------------- | ---------- | ---------- | ---------- |
| Lauren Forgues | 6:48,62    | Katie Burnett | 7:19,47    | Abby Dunn  | 7:28,36    |

## Rekordy
Podczas mityngu ustanowiono 4 krajowe rekordy w kategorii seniorów:
| Zawodnik          | Reprezentacja     | Konkurencja               | Rezultat |
| ----------------- | ----------------- | ------------------------- | -------- |
| Bernard Lagat     | Stany Zjednoczone | bieg na 5000 m            | 13:07,15 |
| Juan Luis Barrios | Meksyk            | bieg na 5000 m            | 13:23,61 |
| Moussa Dembele    | Senegal           | bieg na 60 m przez płotki | 7,86     |
| Lucy Van Dalen    | Nowa Zelandia     | bieg na 1500 m            | 4:11,78  |